# Малтепе (станція)
40°55′14″ пн. ш. 29°08′01″ сх. д. / 40.920609100521° пн. ш. 29.133580224606° сх. д.
Малтепе (тур. Maltepe) — залізнична станція, на лінії Мармарай, анатолійській частині Стамбула, район Малтепе.
Станція розташована за 14,3 км на схід від станції Хайдарпаша та безпосередньо на південний схід від історичного центру Малтепе. 
Станція має 2 платформи для пасажирських перевезень. 
Залізниця Хайдарпаша-Гебзе та Хайдарпаша-Адапазари обслуговують станцію, оскільки міжміські поїзди не зупиняються в Малтепе. 
Станція була спочатку відкрита в 1872 році Османським урядом як частина залізниці Стамбул - Ізміт. 
В 1888 році уряд продав станцію Анатолійській залізниці, що згодом була перейшла під оруду Турецькі державні залізниці в 1927 році. 
Раніше станція була основним вантажним депо, але коли залізницю, що обслуговувала військовий пірс Малтепе, було закрито, вантажні операції значно скоротилися.
Конструкція — наземна відкрита, з 1 острівною та 1 береговою платформами. 

## Операції
| Попередня станція       | Лінія | Лінія    | Лінія | Наступна станція  |
| ----------------------- | ----- | -------- | ----- | ----------------- |
| Сюрейя-плажи до Халкали |       | Мармарай |       | Джевізлі до Гебзе |